# François de Bouliers
François de Bouliers (* im 16. Jahrhundert in Mane; † 22. November 1591 in Sisteron) war ein französischer römisch-katholischer Geistlicher, Diplomat und Bischof.

## Leben

### Diplomat und Kommendatarabt
Bouliers, dessen Geburtsjahr nicht bekannt ist (möglicherweise um 1535), war der Sohn von Filbert de Bouliers, Herr von Mane, und Claude de Valpergue (* 1519), die später mit Elisabeth von Valois als  Hofdame nach Spanien ging. Bouliers studierte kanonisches Recht und wurde vom Königshof ab 1552 zu diplomatischen Missionen eingesetzt, so 1560 zu Papst Pius IV. Er wurde mehrfach als Kommendatarabt eingesetzt, 1557 der Abtei Blanchelande in Neufmesnil (1575 ausgetauscht gegen die Abtei Lérins), ferner der Zisterzienserabtei Bonport und des Benediktinerpriorats Bouche d’Aigre in Romilly-sur-Aigre.

### Bischof von Fréjus
Bouliers wurde von König Heinrich III. zum Bischof von Fréjus ernannt und hielt dort am 23. Dezember 1579 seinen feierlichen Einzug. Die Wirren der Zeit (Bürgerkrieg zwischen Katholiken und Protestanten) und ein schwieriger Prozess, den er in Paris zu führen hatte, verhinderten überwiegend seine Anwesenheit in Fréjus. Die Visitation des Bistums übertrug er an den Bischof von Vence, Audin de Garidelli. Schließlich war er zur Flucht gezwungen und hielt sich in Sisteron bei seiner Schwester auf, die dort das Klarissenpriorat leitete. Dort starb er 1591 und wurde er auch beigesetzt.